# Lissonota laeviceps
Lissonota laeviceps là một loài tò vò trong họ Ichneumonidae.